# Planeta Manga
Planeta Manga es una revista antológica de temática manga publicada por Editorial Planeta bajo su sello Planeta Cómic. De periodicidad trimestral y, a partir del número 10, bimestral, inició su publicación el 15 de octubre de 2019 y fue presentada oficialmente en el 25º Manga Barcelona. Cuenta con un amplio abanico de obras de diversos géneros y su principal característica es que todas son creaciones de autores españoles. Es la única revista manga publicada en España.

## Revistas de manga
Desde su aparición a finales de la década de 1950, las revistas de manga se convirtieron en la principal plataforma de publicación y distribución de series manga para editoriales y mangakas. Con el paso de los años se han vuelto un icono de la industria editorial japonesa. En la actualidad existen decenas de ellas en publicación y se clasifican en función de su periodicidad y del público lector al que se dirigen.
Las dos revistas más emblemáticas de este género son la Shūkan Shōnen Jump (Weekly Shonen Jump) publicada por Shūeisha y la Shūkan Shōnen Magazine (Weekly Shonen Magazine) publicada por Kōdansha. Ambas siguen en circulación y pertenecen, cada una de ellas, a las dos editoriales especializadas en publicaciones manga más relevantes de Japón.
Planeta Manga se presenta como una versión de las clásicas revistas manga japonesas adaptada al mercado editorial español.

## Características de la revista
Planeta Manga, al igual que sus antecesoras japonesas, es su formato de antología en el que se publican en la revista, capítulo a capítulo, diversas obras de múltiples artistas que posteriormente son recopiladas en tomos llamados tankobon. Todas las obras publicadas son de autores españoles.
A diferencia de las revistas manga japonesas, presenta en una misma revista, obras de diversos géneros como shōnen, shōjo, yuri, abarcando un amplio rango de lectores.

## Publicaciones

### Series
| Manga                 | Autor                                       | Números  | Estado     | Tankobon       |
| --------------------- | ------------------------------------------- | -------- | ---------- | -------------- |
| Gryphoon              | Luis Montes                                 | 1-       | Activo     | Sí (4)         |
| Alter Ego             | Ana C. Sánchez                              | 1-4      | Completada | Sí (1)         |
| Good Game!            | Blanca Mira, Kaoru Okino                    | 1-8      | Completada | Sí (1)         |
| SHION                 | Alba Cardona                                | 1-4      | Completada |                |
| Aron-Fire             | Álvaro Jaudenes                             | 1-2, 4-5 | Completada |                |
| La historia del manga | Marc Bernabé, Oriol Estrada, Marian Company | 1-3      | Parada     |                |
| WING                  | Senshiru                                    | 2-9      | Inacabada  |                |
| Meadow Queen          | Risu Risu                                   | 2-5      | Completada |                |
| BACKHOME              | Sergio Hernández, Toni Caballero            | 3-16     | Completada | Sí (2)         |
| LIMBO                 | Ana C. Sánchez                              | 7-11     | Activo     | Sí (2)         |
| CONQUERING the EARTH  | Kaoru Okino                                 | 7-11     | Completada |                |
| NEBESTA               | Vanesa Figal, Konata                        | 10-20    | Completada | Sí (1)         |
| BLUE SUN              | Miguel Gómez-Cabrero, Lolita Aldea          | 11       | Completada |                |
| KOHVA                 | Konata                                      | 13-      | Activo     | Sí (2)         |
| FLASHLIGHT            | Sara Lozoya                                 | 14-      | Activo     | Licenciado (1) |
| UDUMBARA              | Keithii                                     | 14-16    | Completada |                |
| PERFEDDION            | Fidel de Tovar, Dani Bermúdez               | 15-25    | Completada |                |
| Krymsoul              | XGreen                                      | 16-      | Activo     | Sí (1)         |
| Hysteria              | Lolita Aldea, Sergio Hernández              | 17-      | Activo     |                |
| HUMANEXE              | Blanca Mira / Eduard Balust                 | 19-      | Activo     |                |

### Historias cortas
| Manga                                        | Autor                               | Números | Tankobon |
| -------------------------------------------- | ----------------------------------- | ------- | -------- |
| Marchitado Lionel                            | Marta Salmons                       | 1       |          |
| soulmate                                     | Lorena Calderón                     | 1       |          |
| Polaris - El origen                          | Judit Mallol                        | 1       |          |
| Rondallas - La Bruja                         | Santi Casas                         | 1       |          |
| examen                                       | Ken Niimura                         | 1       |          |
| MIDORI BOSHI                                 | Akira Pantsu                        | 1       |          |
| NEKO GRL                                     | Ana Oncina                          | 1       |          |
| Heart Piece                                  | Numoris                             | 1       |          |
| IKIGAI                                       | Sara Soler                          | 2       |          |
| Uroboros                                     | Ernest Sala                         | 2-3     |          |
| Pigüi                                        | Santi Casas                         | 2       |          |
| MANGAKA                                      | Ana Oncina                          | 2       |          |
| el monstruo                                  | Ken Niimura                         | 2       |          |
| Mr. Lightfeet                                | Marta Salmons                       | 3       |          |
| El diario de Kiku - MIDORI BOSHI             | Akira Pantsu                        | 3, 5    |          |
| BEASTLY CIRCUS                               | Kaoru Okino                         | 3-4     |          |
| Rondallas - Lobero                           | Santi Casas                         | 4       |          |
| Porque los dos queremos                      | Alfonso Casas                       | 4       |          |
| OKASAN                                       | Xavi Juan                           | 4       |          |
| Señor Unicornio                              | Inma R.                             | 4       |          |
| THE PILLOWS!                                 | Carlos Moreno                       | 5       |          |
| SIRIUS                                       | Ana C. Sánchez                      | 5-6     | Sí       |
| Dreamy Pink                                  | Numoris                             | 5       |          |
| MI ÁNGEL DE LA GUARDA                        | Carles Dalmau                       | 5       |          |
| HUMAN EXE                                    | Blanca Mira, Eduard Balaust         | 6       |          |
| Death Waits                                  | Inma R.                             | 6       |          |
| Rondallas - La Hueste                        | Santi Casas                         | 6       |          |
| The Antique Shop                             | Ero Pinku                           | 6       |          |
| NISSA                                        | Lizth Bianc                         | 6       |          |
| Voluntas Daemonis Cattus                     | Raúl López                          | 6       |          |
| Rondallas - TREBARUNA                        | Santi Casas                         | 7       |          |
| KIOKA                                        | Judith Mallol                       | 7-8     |          |
| FLASHLIGHT                                   | Sara Lozoya                         | 7       |          |
| Onion Star                                   | Coo Glez                            | 7       |          |
| EDO                                          | Konata                              | 7       |          |
| REFLEJOS DEL FUTURO - REMINISCENCIA          | Blanc Mira, Ana C. Sánchez          | 8       | Sí       |
| BORROW                                       | GlucaGon                            | 8       |          |
| REFLEJOS DEL FUTURO - el Cielo que nunca Vi  | Blanca Mira, Akira Pantsu           | 9       | Sí       |
| RACKHAM                                      | Bea Castillo                        | 9       |          |
| El idiota de mi humano                       | Kamapon                             | 9       |          |
| Rondallas - ESCORPIÓN                        | Santi Casas                         | 10      |          |
| Extraordinary Blue                           | María Dresden                       | 10      |          |
| REFLEJOS DEL FUTURO - HEALTHNANOBOS          | Blanca Mira, Toni Caballero         | 10      | Sí       |
| MATO X TI                                    | Alex Giménez                        | 10      |          |
| SYBIL EN EL LABERINTO                        | Miriam Bonastre                     | 10      |          |
| Zuzu está HECHIZADA                          | Paulina Palacios                    | 11      |          |
| ONESHOT                                      | Gamu                                | 11      |          |
| HORROR INSIDE                                | Clara Martínez                      | 11      |          |
| Rondallas - LA NOCHE                         | Santi Casas                         | 11      |          |
| Esferas Guardianes                           | Santi Casas, Gina Lebi              | 12-13   |          |
| Seren Wen: el destello de la bruja blanca    | Raquel Martínez, Xan García         | 12      |          |
| El extraño caso del señor Valdemar           | Marta Salmons, Jose Luis Bueno Piña | 13      |          |
| Dragon Lady                                  | Maya Nara                           | 13      |          |
| AXEL                                         | Clara Martínez                      | 14      |          |
| Corazón Indeciso                             | Mandaraina                          | 14      |          |
| Mientras Yubooh Duerme (Extracto del Vol. 2) | Paulina Palacios                    | 14      |          |
| Just Friends: Spin-Off                       | Ana Oncina                          | 15      |          |
| D-EMO-N                                      | Ran, KuroHaine                      | 15      |          |
| Mi gato es un shinigami                      | Blanca Mira, María Dresdén          | 16      |          |
| Wild Kids                                    | Joan C.                             | 17      |          |
| El aroma de las clivias                      | Disaster Lady                       | 17      |          |
| El cartero                                   | Disaster Lady                       | 18-19   |          |
| K.iller                                      | Twillind                            | 18      |          |
| Hijos de Nul                                 | Imar Gómez / Míriam Bonastre        | 19-20   |          |
| Wonderful Magic Egg                          | Deko                                | 20      |          |
| Killjoy                                      | Tenaka                              | 20-21   |          |
| Tataricus, un ángel y las estrellas          | Sarutaka                            | 21      |          |
| Un sueño invisible                           | Blanca Mira / Nagore Odriozola      | 21      |          |
| Beast                                        | María Dresdén                       | 22-25   |          |
| Nómada                                       | Zaki                                | 22      |          |
| Gourmey Espacial A La Orden!                 | Alpaca Carlesí                      | 23      |          |
| Voices of Space                              | Gaspitoon / Alberto Mitjà           | 23      |          |
| Other Side                                   | Angye Fdez / Simon Brand            | 24      |          |

#### «Especial Halloween» (n.º 9)
| Manga                                  | Autor                    |
| -------------------------------------- | ------------------------ |
| Alter Ego - ¡Noche embrujada!          | Konata                   |
| Backhome - La apuesta                  | Miriam Bonastre          |
| Mecha Pigüi                            | Hernández, Caballero     |
| Rondallas - La Bruja - Caperucita Roja | Akira Pantsu             |
| Midoriboshi - Halloween                | Santi Casas              |
| Gryhpoon                               | Blanca Mira, Kaoru Okino |
| Good Game - Halloween especial         | Luis Montes              |

### Tiras cómicas de Pigüi, por Santi Casas
| Título                 | Número |
| ---------------------- | ------ |
| Mala pata              | 6      |
| Pesadilla en la cocina | 7      |
| Ídolos en el aire      | 8      |
| Vuelta al cole         | 9      |
| Punko                  | 10     |
| Ejercicio sano         | 11     |
| La guerra de las rosas | 11     |